# Irene Melville Drummondová
Irene Melville Drummondová (26. července 1905 – 16. února 1942) byla australská armádní zdravotní sestra, která byla zabita při masakru na ostrově Bangka.

## Vojenská kariéra
Do australské armády vstoupila v roce 1940. V lednu 1941 byla povolána do aktivní služby u 2./4. stanice první pomoci (anglicky: 2nd/4th Casualty Clearing Station) a v únoru odjela do Singapuru, kde se připojila k 2./9. polní ambulanci (anglicky: 2nd/9th Field Ambulance). Dne 5. srpna 1941 byla povýšena na armádní vrchní sestru a v září přeřazena k 2./13. australské všeobecné nemocnici (anglicky: 2nd/13th Australian General Hospital). V lednu 1942 se kvůli japonské invazi do Malajsie s nemocnicí přesunula do Školy svatého Patrika (anglicky: St Patrick's School) v Singapuru. 

### Masakr na ostrově Bangka

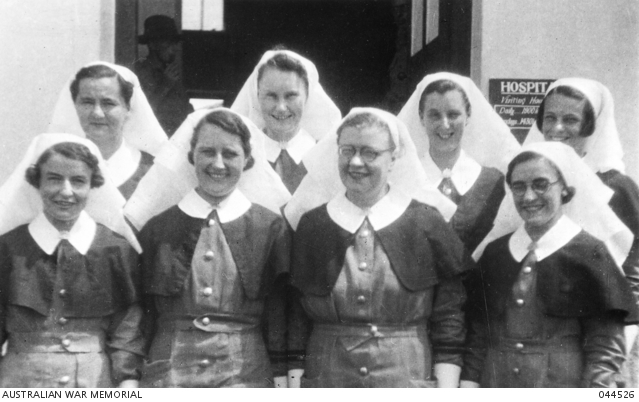
Zdravotní sestry z Australian Army Nursing Service, 2./4. stanice první pomoci v Malajsii v roce 1941.MALAYA, 1941. I. M. Drummondová v přední řadě třetí zleva

Dne 12. února 1942 se nalodila na královskou jachtu Vyner Brooke plující pod vlajkou království Sarawak, tehdejšího britského protektorátu rozkládajícího se na Borneu. Loď opustila singapurský přístav těsně před kapitulací města. Na lodi se plavila řada raněných vojáků, 65 zdravotních sester z Australian Army Nursing Service z 2./13. australské všeobecné nemocnice, a civilisté včetně žen a dětí. Loď byla bombardována japonským letadlem a následně se potopila nedaleko ostrova Bangka, který v té době již ovládali Japonci.
Drummondové se podařilo z lodi uniknout na záchranném člunu, který přistál na pláži Radji na ostrově Bangka. Na stejnou pláž se dostalo také dalších 21 zdravotních sester a další přeživší. Celkem se na pláži shromáždilo přibližně 100 lidí, včetně 20 britských vojáků z jiné potopené spojenecké lodi. Po jejich zjištění, že ostrov ovládají Japonci, se důstojník z Vyner Brooku vydal do Muntoku nabídnout kapitulaci skupiny. Zatímco byl pryč, vrchní sestra (matron) Drummondová, nejzkušenější ze zdravotních sester, navrhla, aby civilistky a děti opustily pláž a odešly do Muntoku. Ty její radu poslechly a pláž opustily. Sestry na pláži zůstaly, aby se postaraly o raněné a také postavily přístřešek označený červeným křížem.
16. února dopoledne se důstojník vrátil v doprovodu asi 20 japonských vojáků. Ti všechny muže schopné chůze odvedli za pahorek, kde je popravili. Poté se vrátili k sestrám a jedné civilistce a nařídili jim, vydat se směrem k moři. Když vstoupily do vody, Drummondová sestrám řekla: „Hlavu vzhůru děvčata. Jsem na vás hrdá a všechny vás miluji.“ Když byly ženy ve vodě asi po pás, byly zastřeleny kulometem. Následně Japonci popravili i raněné vojáky na nosítkách. Ze zdravotních sester jako jediná přežila poručík Vivian Bullwinkelová.
Památku Drummondové připomíná památník v nemocnici v Broken Hill, kde pracovala před svým vstupem do armády, který byl odhalen v roce 1949.

## Fotogalerie

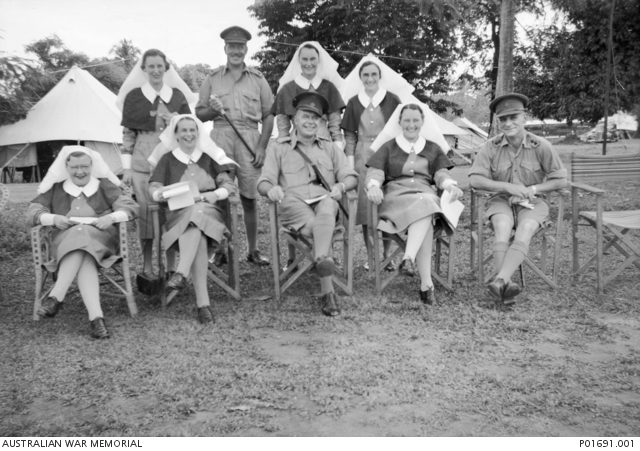
Skupinová fotografie zdravotních sester a dalších příslušníků 2./4. stanice první pomoci v Malajsii v roce 1941. V přední řadě první zleva I. M. Drummondová
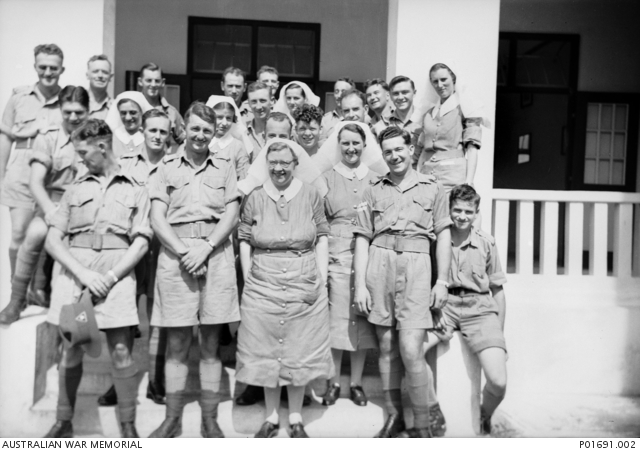
Skupinová fotografie zdravotních sester a dalších příslušníků 2./4. stanice první pomoci. Uprostřed přední řady I. M. Drummondová
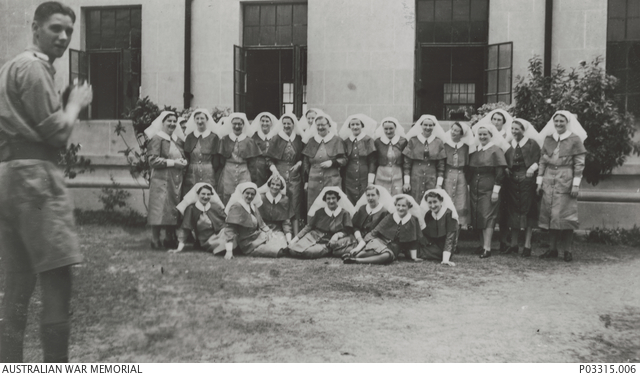
Skupinová fotografie zdravotních sester z 2./13. australské všeobecné nemocnice. Devátá zprava stojí I. M. Drummondová